# Orthotrichia kholoensis
Orthotrichia kholoensis är en nattsländeart som beskrevs av Wells 1979. Orthotrichia kholoensis ingår i släktet Orthotrichia och familjen smånattsländor. Inga underarter finns listade i Catalogue of Life.